# Helipuerto LAPD Hooper
El Helipuerto Hooper del Departamento de Policía de Los Ángeles (FAA LID: 4CA0) es un helipuerto de uso privado, situado a dos kilómetros del distrito financiero de la ciudad de Los Ángeles, California, entre Union Station, Chinatown y el Centro de Los Ángeles.

## Historia
Se encuentra en la terraza del edificio 'Piper Technical Center' y es la instalación aeronáutica más grande situada en el techo de un edificio. Es la base de la División de Soporte Aérea del Departamento de Policía de Los Ángeles, que es la unidad policial de aviación más grande de los Estados Unidos con 19 helicópteros. Tiene una forma rectangular, estrecho pero largo, posee salas de formación, servicio de combustible, hangares, torre de control y espacio suficiente para más de 15 helicópteros, con dos espacios destinados a emergencias o aparatos de gran tamaño.
El Piper Technical Center también se usa como estacionamiento para algunos vehículos de la Policía de Los Ángeles, como furgonetas, autobuses, motocicletas, y los vehículos blindados V-100 de la SWAT.
Funcionó como base de operaciones de la película de 1983 Blue Thunder, cuando aún estaba en construcción.